# 1872 en Colombie-Britannique
Chronologie de la Colombie-Britannique
- 1868
- 1869
- 1870
- 1871
- 1872
- 1873
- 1874
- 1875
- 1876

Cette page concerne des événements qui se sont produits durant l'année 1872 dans la province canadienne de Colombie-Britannique.

## Politique

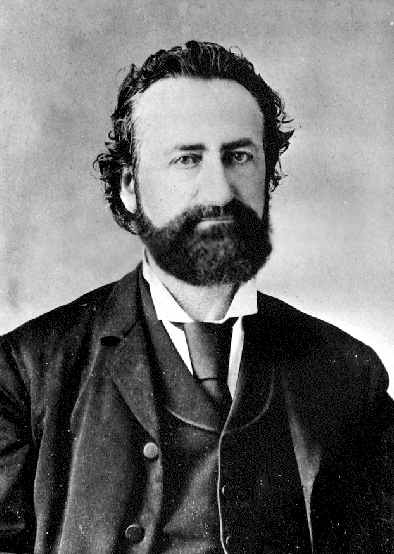
Amor De Cosmos

- Premier ministre : Amor De Cosmos puis John Foster McCreight.
- Lieutenant-gouverneur : Joseph Trutch
- Législature : 1re

## Événements

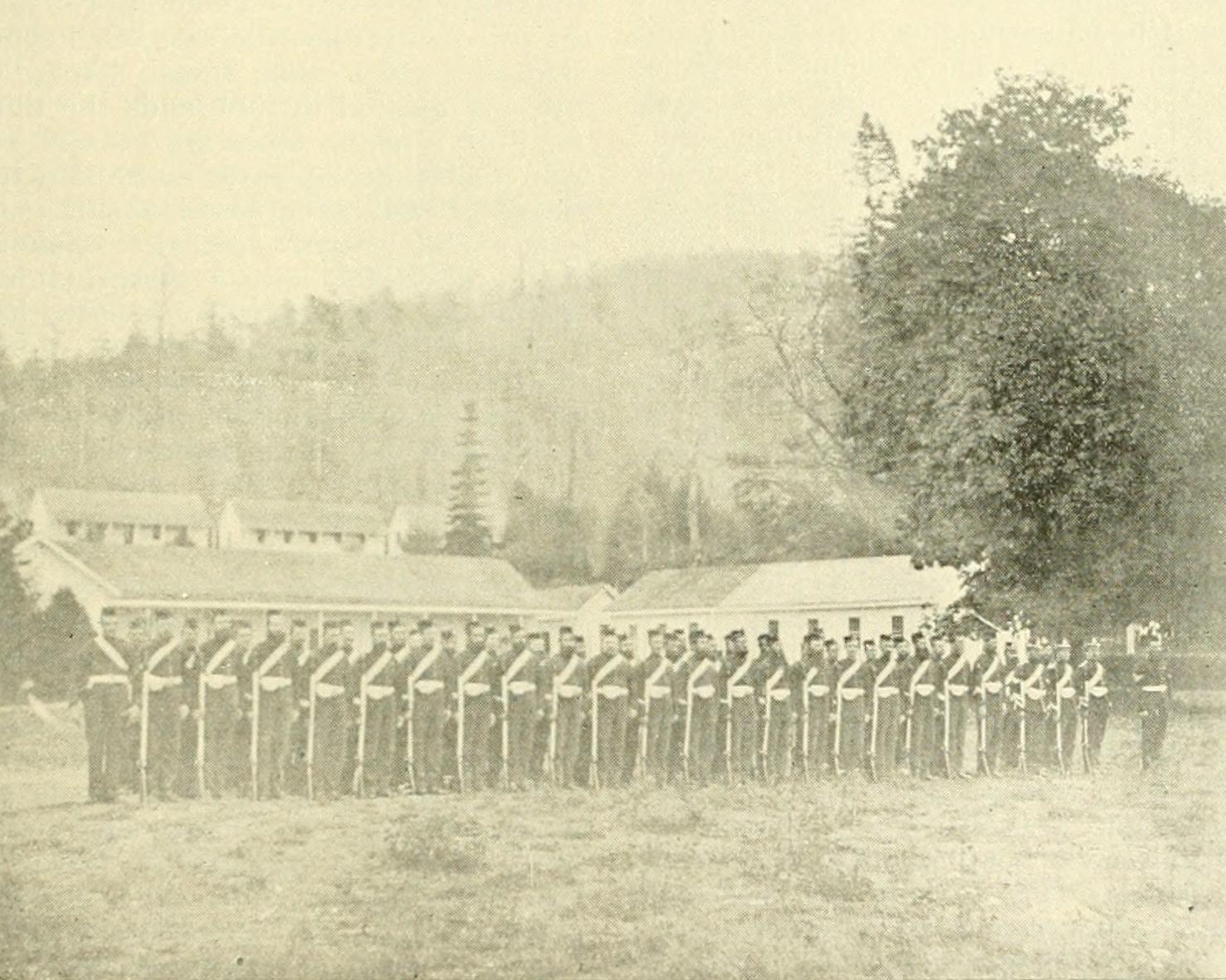
Troupe britannique évacuant l'île de San Juan

- Accord final sur la frontière canado-américaine au Détroit de Juan de Fuca et au Détroit de Géorgie en Colombie-Britannique.
- Une loi est adoptée qui interdit à tous les peuples d'Asie et des Premières nations d'aller voter dans la province.
- 15 février : ouverture de la première session de la première législature de la Colombie-Britannique.
- 11 avril : fin de la première session de la première législature de la Colombie-Britannique.
- 12 octobre : l'élection fédérale est terminée. Elle se conclut par une victoire du Parti conservateur de John A. Macdonald qui obtient 99 députés (y compris 36 libéral-conservateur) contre 95 pour les libéraux, 2 conservateurs indépendants, 1 conservateur-travailliste, 2 libéraux indépendants et 1 député indépendant. En Colombie-Britannique, le score est de 4 conservateurs (y compris 1 libéraux-conservateurs) et 2 libéraux.
- 31 octobre : Andrew Thomas Jamieson de Lillooet devient le premier député provincial à mourir en fonction à l'Assemblée législative de la Colombie-Britannique.
- 27 novembre : George Anthony Walkem est élu sans opposition député provincial de Cariboo à la suite de la démission de Cornelius Booth.
- 17 décembre : ouverture de la deuxième session de la première législature de la Colombie-Britannique.
- 21 décembre : William Saul est élu député provincial de Lillooet à la suite de la mort d'Andrew Thomas Jamieson.
- 23 décembre : Amor De Cosmos devient premier ministre de la Colombie-Britannique, remplaçant John Foster McCreight.

## Décès
- 14 mai : David Cameron, juge de l'île de Vancouver.
- 31 octobre - Andrew Thomas Jamieson, député provincial de Lillooet (1871-1872).